# Antiques Roadshow
Antiques Roadshow is een langlopend Brits televisieprogramma waarin antiekexperts naar verschillende regio's van het Verenigd Koninkrijk (en af en toe naar andere landen) reizen om voorwerpen te taxeren die door lokale mensen worden ingebracht. De serie wordt sinds 18 februari 1979 uitgezonden op de Britse zender BBC One in het Verenigd Koninkrijk.
De serie bevindt zich anno 2025 in zijn 47e seizoen, en de huidige presentator is Fiona Bruce.

## Inhoud
"Antiques Roadshow" omvat een reizende show waarbij opnames plaatsvinden op verschillende locaties in het Verenigd Koninkrijk en soms in andere landen. Lokale mensen brengen antieke voorwerpen mee naar de opnamelocatie. Bij aankomst worden de voorwerpen geregistreerd en genummerd voor verdere evaluatie. Antiekexperts, gespecialiseerd in verschillende categorieën, bestuderen elk voorwerp, bespreken de geschiedenis en herkomst, en schatten de waarde. Eigenaren worden voor de camera verrast met de geschatte waarde, wat vaak leidt tot spannende momenten. De show deelt ook achtergrondverhalen over de ingebrachte voorwerpen en biedt historische en culturele inzichten. "Antiques Roadshow" wordt meestal gepresenteerd door een ervaren gastheer of gastvrouw en heeft in de loop der jaren herhalingen, thematische afleveringen en speciale uitzendingen geproduceerd. Dit format combineert entertainment en educatie voor liefhebbers van antiek en geschiedenis.

## Presentatoren
- Bruce Parker (1979)
- Angela Rippon (1979)
- Arthur Negus (1979–1983)
- Hugh Scully (1981–2000)
- Michael Aspel (2000–2007)
- Fiona Bruce (2008–)

## Tijdschrift
De BBC publiceerde tot 2011 maandelijks het tijdschrift 'Homes & Antiques', dat een kijkje achter de schermen bood van 'Antiques Roadshow' en tevens tips en advies gaf over het kopen en taxeren van antiek. Dit tijdschrift bestaat nog steeds en wordt nu sinds 2015 uitgegeven door Immediate.